# Marcus Johansson (hockeista su ghiaccio)
Marcus Lars Johansson (Landskrona, 6 ottobre 1990) è un hockeista su ghiaccio svedese.

## Biografia
Nel corso della sua carriera ha giocato con Färjestad BK (2007-2010), Hershey Bears (2010/11), Washington Capitals (2010-2012, 2012-2017), BIK Karlskoga (2012/13), dopo aver giocato con i New Jersey Devils nella stagione 2017/18 è stato scambiato ai Boston Bruins durante l'annata successiva. Dopo tre stint da un anno ciascuno con i Buffalo Sabres, Minnesota Wild e Seattle Kraken è tornato ai Capitals, con i quali ha giocato le stagioni 2021-2023. Il 28 Febbraio 2023 è stato scambiato ai Minnesota Wild per una scelta al terzo round dell'NHL Draft 2024, tornando così alla franchigia per la quale aveva giocato nella stagione 2020-21.
Con la rappresentativa nazionale svedese ha conquistato un medaglia d'argento ai Giochi olimpici invernali 2014 svoltisi a Soči, in Russia.